# Oxybutynine
L'oxybutynine est un agent anticholinergique pour le traitement de l'hyperactivité vésicale et pour l'incontinence d’urgence. Elle est parfois utilisée pour le traitement des hyperhidroses étendues.

## Efficacité et utilisation
L'oxybutynine est utilisée pour traiter l'hyperactivité vésicale et l'incontinence d'urgence.
Une étude préliminaire montre l’efficacité de l'oxybutynine à dose modérée pour le traitement des hyperhidroses étendues.
Selon un rapport publié en 2010, l'oxybutynine est l'agent anticholinergique le plus prescrit durant les 30 ans précédents. Des versions du médicament existent pour administration par voie orale, des préparations transdermiques et des versions à libération prolongée.
En France, l'autorisation de mise sur le marché est octroyée à des médicaments contenant de l'oxybutynine seulement contre l'instabilité vésicale. Il existe pourtant des preuves de son efficacité pour le traitement de l'hyperhidrose.

## Stéréochimie
L'oxybutynine contient un atome de carbone asymétrique et se compose donc de deux énantiomères. C'est un racémique, c'est-à-dire un mélange 1:1 de (R)- et de la (S)-forme,:
| Énantiomères d'oxybutynine | Énantiomères d'oxybutynine |
| -------------------------- | -------------------------- |
| numéro CAS : 119618-21-2   | numéro CAS :119618-22-3    |